# عبد الهادي الجزار
عبد الهادي محمد عبد الله الجزار (الإسكندرية مارس 1925 - مارس 1966) فنان تشكيلي مصري، تخصص في التصوير.

## المراحل الدراسية
- كانت دراسته الأكاديمية في كلية الطب ثم تركها 1944.
- التحق بمدرسة الفنون الجميلة العليا قسم التصوير وتخرج فيها 1950.
- التحق بمعهد الآثار من 1950 : 1954.
- حصل على الأستاذية في فن التصوير من أكاديمية الفنون الجميلة روما 1954 المعادلة للدكتوراه.
- درس نظم وبرامج تدريس الفنون الجميلة في أكاديميات ومعاهد إنجلترا وفرنسا وإيطاليا في البعثة الصيفية 1956.
- حصل على دبلوم معهد الترميم والتكنولوجيا روما 1957 : 1961 وكان ترتيبة الأول وكان أول مصري يحصل على هذا الدبلوم.

## الوظائف والمهن التي اضطلع بها الفنان
- عين معيداً بكلية الفنون الجميلة قسم التصوير 1950 حتى شغل منصب أستاذ مساعد.
- كان يقوم بتدريس التكنولوجيا والترميم والفرسك في نفس الكلية بعد عودته من البعثة.
- قام بالتدريس لطلبة مرسم الأقصر الذي كان بمثابة الدراسات التكميلية لطلبة كلية الفنون الجميلة.

### الأماكن التي عاش بها الفنان
- حى القبارى بالإسكندرية.
- السيدة زينب بالقاهرة.
- المنيل بالقاهرة.
- روما، إيطاليا.

### البعثات والمنح
- حصل على منحة دراسية من الحكومة الإيطالية لمدة عام قضاها بمدينة روما 1954.
- حصل على منحة دراسية ثانية ليقضى اربع سنوات في إيطاليا 1956.
- حصل على منحة من الحكومة المصرية لدراسة الترميم والتكنولوجيا والفرسك بروما.
- حصل على منحة التفرغ من وزارة الثقافة والإرشاد القومى 1965.

### الموسوعات المحلية والعالمية المدرج فيها اسم الفنان
- اسمه مسجل في موسوعات عربية وإيطاليا وفرنسية وعالمية كثيرة منها: International directore of arts، Artists - collectors associations names
- موسوعة اعلام مصر في القرن العشرين. وكالة الشرق الأوسط للانباء.
- اليونسكو ـ الموسوعة الأفريقية (الشخصيات التي اثرت في التاريخ) عربى وانجليزى.

## المؤلفات والأنشطة الثقافية
- كان يتقن اللغة الإنجليزية التي كتب بها بعض مقالاته وترجمة بعض الكتب الفنية.
- كان يتكلم باللغة الإيطالية والفرنسية والألمانية ودرس الهيروغليفية في معهد الآثار.
- سجلت لقاءات معه في برامج فنية في الراديو والتليفزيون في إيطاليا ومصر.
- تحدث في ندوات ومحاضرات في كلية الفنون الجميلة والتربية الفنية والفنون التطبيقية.
- له مجموعة من الأشعار والأزجال الشعبية.
- قام بكتابه بعض القصص للأطفال مع عمل رسومها.
- له قصتان (دكان الحلاق)، (خروج الروح).
- درس الموسيقى العربية على يد الموسيقار عبد المنعم عرفة وكان يعزف على العود وقد رشح للظهور في الحفلات الفنية وكان ترتيبه الأول من قبل (المكتب الشرقي للتسجيلات الفنية سنة 1953).
- له ابحاث في الفنون الشعبية.
- كان عضواً دائماً يكتب في مجلة البريد الإسلامي.
- اشترك في تقديم البرامج الفنية في مجلة (الصوت العربي) مجلة هيئة الإذاعة العربية براديو روما.
- كان له قراءات في العلوم والرياضيات التي تتحدث عن التكنولوجيا والخيال العلمي.
- له تجارب كثيرة في الرسوم التجريبية الناجحة.
- كان يحافظ على تلاوة القرآن الكريم وله بعض التسجيلات بصوته.

## الجوائز المحلية
- الجائزة الأولى في مسابقة الرسم للمدارس الثانوية 1942.
- الجائزة الأولى في المسابقة القومية العامة للرسم 1942.
- الجائزة الأولى للتصوير في المسابقة القومية للإنتاج الفنى عن لوحة دنشواى 1954.
- الجائزة الأولى في مسابقة التصوير الجدارى عن مشروعه لزخرفة قاعة محكمة القاهرة بشارع الجلاء 1958.
- الجائزة الأولى في مسابقة الثورة عن لوحة الميثاق 1962.
- الجائزة الأولى في صالون القاهرة التاسع والثلاثين 1962.
- الميدالية الذهبية في صالون القاهرة الاربعين 1964 وشهادة تقدير.
- وسام الجمهورية في العلوم والفنون من الطبقة الأولى عن لوحة السد العالى 1964.
- جائزة الدولة التشجيعية 1964، 1965 وشهادة تقدير في فن التصوير.
- شهادة تقدير من الدولة 1967.
- ميدالية بمناسبة المؤتمر العلمي الثاني مارس 1998 وشهادة تقدير.

### الجوائز الدولية
- الميدالية البرونزية في معرض ساو باولو بالبرازيل 1957.
-الميدالية الذهبية في صالون الفنانين العرب بروما 1957.
- الميدالية الفضية من مدينة بارى بإيطاليا 1958.
- ميدالية وشهادة تقدير من معرض بروكسل الدولي في الفن التشكيلى (في خمسين عاماً) 1958.
- الميدالية الفضية في المعرض الذي اقيم في باليرمو في إيطاليا.
- جائزة التصوير الثانية من بينالى الإسكندرية 1966.
مقتنيات رسمية
- متحف الفن المصري الحديث.
- متحف البلدية بالإسكندرية.
- متحف كلية الفنون الجميلة بالقاهرة.
- متحف كلية الفنون الجميلة بالإسكندرية.
- متحف بورسعيد.
- متحف بنها.
- المتحف العربي بباريس.
- متاحف وسفارات إيطاليا وفرنسا وبلجيكا والبرازيل ونيوديلهى.
- صورة السد العالى موجودة في مكتب رئيس الجمهورية في مقر الاتحاد الاشتراكى سابقاً.

## حياته
- انتقل عبد الهادي الجزار مع عائلته إلى القاهرة حيث استقروا في حى السيدة زينب، تابع عبد الهادي الجزار في مدرسة الحلمية الثانوية دروس (نادى الفنون) التي ينظمها الفنان حسين يوسف امين 1940.
- 1942 بدأ عبد الهادي الجزار يتردد على القسم المصري بمعهد الآثار وبعد زواجه استقر في حى المنيل بالقاهرة الا انه ظل يذهب باستمرار إلى السيدة زينب.
- 1954 تزوج عبد الهادي الجزار من ليلى عفت وهي من أقرباء حسين يوسف امين.
- 1949 اعتقال كل من عبد الهادي الجزار وحسين يوسف امين بسبب لوحة (الوجبة) أو (مسرح الحياة) ولم يتحرر الا بعد تدخل محمود سعيد ومحمد ناجى.

## حول رؤية الفنان
- ساهم الفنان عبد الهادي الجزار مع زملائه أعضاء جماعة الفن المصري المعاصر في تحويل الاتجاهات الأكاديمية للفنانين إلى الاتجاهات الحديثة وقد بدأ إنتاجه الفنى بمرحلة اهتم فيها بتصوير تخيلاته عن عالم الإنسان الأول عند بدء الخليقة مستخدما القواقع كرمز للحماية ثم انتقل إلى المرحلة الوسطى في فترة انشغل بالتعبير عن الحياة الشعبية في مدن مصر وكان من أهدافه وأهداف الفن المصري المعاصر في تلك المرحلة الابتعاد عن الشكل الأكاديمى الغربي، تحقق نوع من التفسير عندما عبر عن الأساطير والأفكار المتوازنة والأحلام التي يعيش فيها أبناء الطبقات الشعبية أما المرحلة الثالثة والأخير فكانت تصور خيالاته عن عالم الفضاء بأسلوب سيريالى وتعبيرات المرحلة الوسطى هي أخصب مرحلة في الشكل والأصالة عند الفنان. (صبحى الشارونى)
- في المرحلة الهامة من تاريخ الجزار بدأها من سنة 38 إلى سنة 46 ظهر مميزات شخصيته كفنان وسجل فيها أروع الأحاسيس الفنية وكانت عن الكون والإنسان كيف نشأ وكيف عاش في هذا الوجود على مر العصور مع الطبيعة المجردة فاخرج أعمالاً فنية نادرة كانت موضوع الدهشة في الأوساط الفنية في مصر والخارج بل ومحل اعجاب وانبهار وتقدير النقاد العالميين في الفن أمثال فيليب دارشكوت بلجيكا ودلهم فيولا بالنمسا ومربيل في فرنسا وراسل وريد في إنجلترا وأخيراً سارتر الذي ابدى اعجابه وانبهاره بأعمال الجزار عندما زار معرض الفن الحديث واجتمع فيه بالفنانين العرب أثناء زيارته لمصر مع سيمون دى بفوار.
- بانتهاء المرحلة الأولى كان الجزار يبلغ من العمر 21 عاماً انتقل إلى مرحلة أخرى في ظرف قاسية وقد نضج فيها فكره وعقله وتفتح على مأساة بلده وهي مقسمة نهباً بين الاستعمار والإقطاع وكانت تتمثل أمامه فصول هذه المأساة وهو يعيش في حى السيدة زينب يرى طوائف الناس في سذاجة بريئة وتتجمع الحشود وهي تمشى في بحر من الغموض تلفها ثياب من التقاليد البالية والمتناقضات ويعود الجزار إلى منزله لا ينام يستعرض ما رآه وكانت مرحلة حاسمة لمواجهة الموقف وكان لابد ان يحدث شيء فلم يقبل الفنان الثائر الشاب أن يكون مهادنناً في فنه مع هذه الأوضاع السائدة في مجتمع ذلك العهد ـ قدم الجزار مادته الفنية للدفاع عن القضية من نفس صور هذه الحياة وعرضها في بلاغه فنية معبراً عنها ومستعرضاً ومفسراً العوامل والبواعث المسببة لها مستنداً في ذلك إلى أسلوب تحليل نفسى عميق يذكرنا بأسلوب بوش، بروجل وجريفالد بل ربما كان في ذلك ابلغ.
- واشتغل بكل أحاسيسه لحل رموز التناقض وعالم الروح والمجهول وأهم لوحاته (القدر والمقسوم، فرح زليخة، أبو أحمد الجبار، المجازيب، قارئ البخت، العائلة المجنون الأخضر، العروسة، السيرك، الكرسى الشعبي، الرفاق على مسرح الحياة).
- إلى ان رأى مرحلة تحقيق الحلم ورأى مواكب لرحلته الثالثة مرحلة احداث ثورة يوليو سنة 1952 فرأى مواكب النصر ومواكب العلم وهي تسير في عهد الفضاء في الجامعة ومواكب العمال تسير نحو المصنع وفي السد العالى رأى الفلاحين وهم يخرجون من وراء أسوار الإقطاع ويدخلون الأرض الخضراء فأخرج إنتاجاً خالداً كريماً رزيناً رائعاً يمثل انفعلاته بهذه الأحداث من هذه اللوحات الخالدة (النصر، الحلم، بورسعيد، العدالة، الميثاق، السد العالى، عهد الفضاء وأخيراً السلام) بل وقف قبله بقليل في اشرف مكان وهو يتسلم جائزة الدولة التشجيعية يقول كلمته الخالدة لوحته الأخيرة السلام.
حسين يوسف أمين
- يظل عامل الزمن هو المصفاة الحقيقية للإبداع الفنى، والمعيار الدقيق في الحكم على قيمة الفنان. وبعد أن أصبح لمصر تاريخ فنى حديث، أخذت تتضح العلامات المميزة فيه للأجيال الجديدة.
- ولقد تبوأ فن عبد الهادي الجزار موقعاً فريداً بين فنانى جيله، فمنذ وفاته في مارس عام 1966 شغل إنتاجه الفنى دوائر المهتمين من الفنانين والمثقفين والنقاد سواء كانوا مصريين أو أجانب، وتتابعت الدراسات الجادة والرسائل الجامعية التي تتعرض بالبحث والتحليل والتقيم واستكشاف جوانب جديدة لهذا الإنتاج الذي أنجزه الجزار خلال حياة فنية قصيرة لم تتعد عشرين عاما.
- ورغم أن الجزار قد لقى أثناء حياته نجاحاً فنيا سريعاً، وتقديراً أدبياً متصلاً تمثل في العديد من الجوائز التي كان آخرها جائزة الدولة التشجيعية، إلا أن القيمة الحقيقية لفنه لم تتضح إلا خلال السنوات الأخيرة، من خلال تأثيره على الأجيال التي تلته واتخذت منه أبا روحياً.
- ولقد تهيأت عوامل عديدة أتاحت لموهبة الجزار أن تتقد وأن تؤتى ثمارها،
ويأتي لقاؤه بالمفكر الفنان حسين أمين في مقدمة تلك العوامل، فالموهبة لا تنمو إلا بالرعاية وحسن التوجيه، وحسين يوسف أمين كان يملك القدرة والثقافة التي أهلته لأن يقوم بتجربته الرائدة في تنمية مواهب من انتقاهم من بين تلاميذ مدرسته وكان لشمولية نظرته وعمق فهمه لدوره التربوى أثر كبير على إنضاج موهبة الجزار ودفعة للأمام منذ مرحلة مبكرة من حياته حين اختاره لعضوية جماعة الفن المعاصر التي كونها عام 1946، تلك الجماعة التي كانت أفكارها من أهم المؤثرات في تشكيل أسلوب الجزار ورؤيته الفنية.
فجاء عمله الفنى تجسيداً لمثالياتها في التعبير بعمق عن الشخصية المصرية الصميمة وما تطويه داخلها من أصالة، وتأكيد الصلة الوثيقة بين الفكر والفن، واعتبار العمل الفنى كالأدب وسيلة لنقل فلسفة ما، والانحياز للاتجاه السيريالى الذي يهدف إلى الكشف عن سر الحياة وسر علاقاتنا فيها. وبالإضافة إلى تلك الحدود التي رسمها فكر الجماعة في بيانها الأول كان هناك ذلك الإيحاء القوى بالمجهول، وذلك العبق السحرى الذي ظل يبثه الجزار في أعماله مهما اختلفت مواضيعها والذي يوقظ في النفس الإنسانية أعمق الأحاسيس والمشاعر.
- وكان المناخ الفكرى والثقافى الذي عايشه الجزار وتفتح وعيه الفكرى عليه في بداية حياته الفنية ذا أثر هام على تكوين شخصيته الفنية، فلقد كان الوسط الفنى حينئذ يموج بالأفكار الجديدة،
وكانت هناك جماعات فنية متتالية تطرح أساليب ورؤى جديدة. فمصر بعد فترة سبات حضارى استمر قرونا كانت عطشى للفن والثقافة والإبداع، فلم تكد تبدأ الحركة الفنية الحديثة في العشرينات من هذا القرن حتى توالت على مساحة الإبداع جماعات فنية عديدة وتصارعت تيارات بعضها كان آتيا من ناحية الغرب ـ الذي كان هو نفسه يشهد توالياً مثيراً للأساليب الفنية ـ وكان البعض الآخر يدعو إلى العودة لتأمل الطبيعة والإخلاص لها بغية اكتشاف أسرار تركيبها والنسج على منوالها،
كما كان البعض يوجه الأنظار نحو أهمية التراث المصري والفن الشعبي، ولقد تفتحت موهبة الجزار في أتون الصراع بين الأفكار والأساليب في مناخ يتصف بالجدية والحيوية.
- كما كان متمثلاً أمام الجزار ما قدمه جيل الرواد من إنتاج فنى يشكل بداية حلقات التصوير المصري المعاصر، ولاشك أنه استوعب هذا الإنتاج واستفاد منه في صياغة أسلوبه، مما أهله لأن يكون حلقة جديدة وجزءا لا ينفصل من تاريخ الفن المصري المعاصر. فقد كان هناك راغب عياد أول من وجه الأنظار إلى جماليات الفنون الشعبية، كما كان سباقا في التعبير عن شتى مظاهر حياة المصريين البسطاء، وكان هناك محمد ناجى الذي أكد على أهمية الاتصال بالتراث الفنى المصري،
وأخيراً كان هناك محمود سعيد الذي أشاع في أعماله روحاً مصرية خالصة، واهتدى إلى صيغة تتسم بالاستقلالية، وللدارس المدقق أن يلحظ ذلك التقارب الشديد بين فن محمود سعيد وفن الجزار، ولم يكن غريباً أن يعجب محمود سعيد وهو في قمه إبداعه بأعمال الجزار فيقتنى منه لوحة ` أدهم ` عام 1951 فلقد جمعت بين الفنانين نزعة استقلالية، وروح شرقية ترنو نحو الغموض، وتعبر عن السحر الكامن وراء عناصر المجتمع المصري الصميم.
- وكان إحساس الجزار بخطورة مرضه، في رأينا سببا في ذلك الطابع المأساوى لإنتاجه، فلقد أدرك منذ وقت مبكر أنه قريب من الموت، فجعله ذلك أكثر شفافية، وأرهف حاسته الفنية وصبغها بصبغة حزينة، وجذبه نحو العالم المجهول الذي لا يدرى كنهه أحد. لقد التقت في نفسه عناصر استمدها من نشأته في أحضان الطبقات الشعبية المستغرقة في عالم الروحانيات والتي تستمد قوتها من عناصر ميتافيزيقية ودينية،
وإحساسه الشخصى بنهاية قريبة، كل ذلك دفعة نحو عالم غامض فأصبح أسيراً له، محاولا الغوص فيه والتعبير عنه، فلقد كان يستهويه ولم يكن ناقداً له أو محاولاً تغييره كما تصور العديد من الدارسين لفنه. فنحن نزعم أنه كان يهفو إلى هذا العالم، يؤكد زعمنا كتاباته الغامضة المنشورة في هذا الكتاب، والتي تقدم لنا روحاً هائمة في عوالم عجيبة،
وعلى الرغم من أن مرحلة الجزار الأخيرة جاءت محاولة للثورة على فكرة الموت، وتبدت في لوحات الماكينات وعصر العلم، إلا أن الفنان لم يستطع التخلص من هويته، فعلامات الموت واضحة على الأشكال والعناصر ن والغموض ما زال يفرض نفسه على الجو العام للوحات. لهذا تظل أعماله الأولى في الأربعينات والخمسينات أصدق تعبيراً، وأكثر دلالة على شخصيته الفنية الفريدة،
وتظل لوحات مثل (دنيا المحبة – فرح زليخة – المجنون الأخضر – شواف الطالع – رسم تحضير الأرواح) علامات مميزة على الإنجاز الحقيقى الذي أضافه الجزار للتصوير المصري المعاصر. ذلك الإنجاز الذي يقدم نموذجا لفن مصري تضافرت عناصر عديدة في تكوينه، لكنه يظل في النهاية ذا طابع يعبر عن روح البلاد، ويلقى الضوء على جوانب خافية من وجدانها العام. كما يبرهن في الوقت نفسه على قدرة المصريين – لو تهيأت السبل وتوفرت الإمكانيات – على تقديم رؤى فنية جديدة تتصف بالعمق والأصالة تؤهلها لأن تكون إضافة حقيقية لتاريخ فن الإنسان.
د / صبرى منصور
القاهرة أغسطس 1989
ملاحظات

### ما كتب عن الجزار
- عبد الهادي الجزار فنان الأساطير الشعبية وعالم الفضاء (الدار القومية للنشر) عام 1966 صبحى الشاروني.
- الراحلون في الشباب ـ عبد الحميد حمدي الهلال نوفمبر 1970.
- عبد الهادي الجزار ـ فنان مصري ـ الآن وكرستين روسيون دار المستقبل العربي.
- 80 سنة فن د/ صبحى الشارونى ـ كمال الملاخ ـ رشدى اسكندر الهيئة المصرية العامة للكتاب.
- السريالية في أعمال عبد الهادي الجزار د/ صبحى الشارونى الشموع 1990.
- جولة في متحف الفن الحديث د/ صبرى منصور الهلال يناير 1993.
- رواد الفن التشكيلى في مصر ـ مكرم حنين، مجلة شل السنة الثالثة 1993 العدد 6، مجلة شل السنة السادسة 1995 العدد 11، مجلة شل السنة السادسة 1996 العدد 13.
- عبد الهادي الجزار العين لا تزال عاشقة د/ نعيم عطية الهيئة العامة لقصور الثقافة 1999.
- زليخة بمليون جنيه الدكتور / صبحى الشارونى مجلة الكتب وجهات نظر 2000.
- ثروة باقية من الفن الجميل ـ سعيد الكفراوى، مجلة العربي يولية 2000.
- الفنان والتراث ـ عز الدين نجيب، مجلة الكتب ـ وجهات نظر 2001.
- ما زالت لوحات الجزار تتربع على عرش الإبداع المصري ـ صلاح بيصار الهلال سبتمبر 2002.
- كتابة الصورة ـ محمد مختار الجنوبي المجلس الأعلى للثقافة.
- رواد الفن وطليعة التنوير في مصر مختار العطار.
- افاق الفن التشكيلى الدكتور / صبرى منصور (إدارة النشر الثقافى الجماهيرية).
- فجر التصوير المصري الحديث ـ عز الدين نجيب، دار المستقبل العربي.
- فنانون وشهداء ـ عز الدين نجيب، مركز القاهرة لدراسة حقوق الإنسان.
- التوجه الاجتماعى للفنان المصري المعاصر ـ عز الدين نجيب.
- القيم التشكيلية قبل وبعد التعبيرية الدكتور / مصطفى يحيى، دار المعارف.
- ليليان كرنوك Modern Egyptian Art ـ الجامعة الأمريكية بالقاهرة.
- التصوير التشخيصى المصري منذ عام 1950 ـ مصطفى مهدى رسالة دكتوراه 1975.
- عبد الهادي الجزار والأسطورة الفنية د/ عبد الفتاح أحمد عبد الفتاح رسالة ـ ماجستير سنة 1976.
- مضمون الشكل في الرسوم الشعبية في مصر ـ أحمد بندارى ياقوت رسالة مقدمة لنيل درجة الماجستير عام 1983.
- الرمزية في فن التصوير المصري المعاصر ـ بلقيس سيد سلطان رسالة مقدمة لنيل درجة الماجستير 1988.
- استخدام وحدات من التراث الشعبي المصري في التصوير المصري المعاصر ـ مريم فؤاد تاج الدين رسالة دكتوراه 1988.
- مصورو الجماعات الفنية في مصر خلال الأربعينات ـ سمير محمود عبد الفضيل رسالة مقدمة لنيل درجة الماجستير 1997.
- الفنان عبد الهادي الجزار فنان مصري معاصر الدكتور / ياسر شحاتة (رسالة دكتواره) ألمانيا 2001.
- عبد الهادي الجزار الفنان والصورة قراءة سيكولوجية رضوى فرغلى 2001.
- السريالية ـ نهى طوبيا رسالة ماجستير.
- استخدام الرمز الشعبي عند الفنان عبد الهادي الجزار ودلالاته في التراث الشعبي المصري، الدكتورة عديلة محمود سامى عصمت 2001 ـ دراسة تحليلية.
- مسرحية (رجال عبد الهادي الجزار) مستوحاه من فنه وشعره فرقة المسرح بالجامعة الأمريكية تأليف وإخراج رشا الجمال.
- بحث الأستاذية للدكتورة وفاء إبراهيم (في علم الجمال) تناولت فيه أعمال الفنان عبد الهادي الجزار.

### ملخص عن الفنان
عبد الهادي الجزار 1925 – 1966 فنان بارز من طليعة المجموعة التي شكلت جماعة الفن المعاصر تحت رعاية حسين يوسف أمين في النصف الثاني من الأربعينات. وهو مصور ورسام وشاعر ذو حس سياسى واجتماعى سوريالى الطابع وضعه في مصاف الرواد في حركة الفن المصري الحديث. إذ جعل موضوعات الصورة كاشفة عن تلك القوى الروحية الكامنة في الغيبيات السردية بين العوام وفي قصص البطولات الشعبية، والملاحم الريفية مما أكسب لوحاته حضورا لا ينسى لدى المتلقى. وإننا لنشاهد لوحته العملاقة «السد العالى» أو «الميثاق» فنجدهما خليقتين بصورتين فذتين كونهما استطاعا اجتياز السياسى والاجتماعى إلى فضاء الفن الخالص. وأما لوحته الشهيرة التي تعرض فئرانا تدخل في الدماغ الآدمية فهو تعبير مريع للتوحش والهيمنة استطاع الجزار أن يجعله بارزاً في رسالته كلوحات جويا الشهيرة.
السيرة الذاتية
مواليد: 1925 ـ الإسكندرية تاريخ الوفاة: 1966 المراحل الدراسية - كانت دراسته في كلية الطب ثم تركها 1944 المعارض الخاصة - أول معرض بمتحف الفن الحديث بالقاهرة 1951 - معرض خاص برعاية بلدية الإسكندرية - معرض خاص بمتحف الفن المصري بالإسكندرية - معرض بصالة الفالوجا بروما - معرض بقاعة إخناتون - مجمع الزمالك المعارض الجماعية المحلية - شارك في الحركة الفنية منذ 1946 - شارك في معرض التصوير للفن المعاصر بمتحف الفن الحديث بالقاهرة - أقام سلسلة من المعارض لأعماله في معظم المراكز الثقافية والتشكيلية في مصر المعارض الجماعية الدولية - شارك في معارض جماعة الفن المعاصر التي اقيمت بباريس 1946 - 1948 - 1949 - شارك في بينالى الإسكندرية 1955 - 1966 - شارك في بينالى فينيسيا 1956- 1960 - شارك في معرض الفن في 50 عاما في بروكسل 1958 الجوائز المحلية - الجائزة الأولى في التصوير عن لوحة دنشواى 1954 - حصل على الميدالية الذهبية لصالون الفنانين العرب بروما - الجائزة الأولى مسابقة الثورة - عن لوحة الميثاق 1962 (فاز بجائزة الدولة التشجيعية في التصوير مع وسام العلوم والفنون عن لوحة السد العالى) كرمتة الدولة قبل وفاته بهذه الجائزة. مقتنيات خاصة - مجموعات خاصة لدى الأفراد وبمصر والخارج. مقتنيات رسمية - متحف الفن المصري الحديث بالقاهرة. - بمتحف كلية الفنون الجميلة بالقاهرة
و«عبد الهادي الجزار» فنان إسكندراني من الرعيل الثاني (جيل ما بعد الروّاد). ولد بأحد أحياء الإسكندرية ومنها انتقل إلى حي السيدة زينب وما الأحياء في مصر إلا «مملكة» التقاليد الشعبية إن كانت لها مملكة.. إليها يرجع القول في الأمثال ومنها تتواتر الحواديت الشعبية وتتصل مع شبيهاتها في القرى. وهذا ما يظهر بوضوح في أعمال فناننا اليوم. ومظاهر الحياة الشعبية في العديد من لوحاته ليست مجرد تصوير تعبيري ونقل بالكربون أو حتى تصوير انطباعي. بل تحمل رؤية تنم عن فكر عميق وفلسفة.
شعر شعبي
اللوحة الأولى اسمها «شعر شعبي».. بمجرد ما رأيتها في متحف الفن المصري الحديث، تساءلت باستغراب كيف استطاع أن يجسد قيمتين مجردتين وهما «الشعر» و«الشعبي»؟! وماذا لو دخل مدرس الرسم على الأولاد في الفصل وطلب منهم أن يرسموا لوحة من هذا الموضوع؟! المعضلة بحق أنهما ليسا مثل قيم «الحياة»، «الموت»، و«الحب» التي لها ما يجسدها ويرمز لها. فلدينا للحياة، الماء والخضرة والألوان المبهجة. وللموت، التابوت واللون الأسود وشواهد القبور. وللحب، القلب والنظرة الولهانة والورد.. هذا غير وضع الجسد وحركاته لو كان لدينا في العمل حبيبان يتبادلان الرسائل أو الأشواق. أما إذا جئنا لتجسيد الشعر في لوحة، فلا أعتقد أن الفنان سيكتب قصيدة عمودية أو يختار إحدى المعلقات للتعبير بها!!
لكن إذا ألقينا السمع والبصر للوحة، ستتكلم عبقرية «الجزار». فهو لم يكتب قصيدة ليمثل الشعر ولم يكتب بيتاً إنما اكتفى من الكتابة بكتابة سطور بخط دقيق غير واضح فلم أستطع قراءتها على شمال اللوحة. وكلمتين في الوسط، مكتوبتين بخط مختلف أكبر وأوضح على حدود الدائرة المتكونة من تشابك الأيدي، وهما «فكشفنا عنك».. أعدت التدقيق في اللوحة باحثة عن معنى للكلمتين في سياق «الشعر» و«الشعبي».. ومع البحث كنت أردد آية قرآنية من سورة «ق» حفظتني إياها أمي لوجود نفس الكلمتين بها: «فكشفنا عنك غطاءك فبصرك اليوم حديد».
ولازلت أدقق وأتمعن في اللوحة وأقلبها فوق وتحت وأديرها باتجاه عقارب الساعة وعكسها حتى وجدت باقي الآية وقد توزعت كلماتها على الدائرة!! وكنت أنا التي في حاجة «لبصر حديد» ليمكنني رؤية الكلمتين الأخيرتين «اليوم» و«حديد» داخل الدائرة وقد ذاب لونهما في قتامتها.
لوحة السلام
الألوان، الزحمة، القرون في أحد الأشخاص، وفي الكائن الغريب الممسوخ من حمار وسمكة، اللون الأسود، الساعة التي امتدت منها خيوط رفيعة، الوليد في بطن المسخ، العقرب على مشارف اختراق الدائرة، الثعبان ورموز هيروغليفية، المفتاح ذو الرأس الآدمي. كلها رموز مستقاه من الفنون الشعبية وحول ما ترمز إليه من مواضيع نظمت أشعار وغناوي على الربابة.
المدهش أن «عبد الهادي الجزار» جمع تلك الرموز داخل دائرة. وفكرة الدائرة أصلاً موجودة وبقوة في الحياة الشعبية المصرية؛ في الطبلية، والالتفاف بالليل حول الحكاء، حتى الغناء لم يكن كما كان في الشعوب الأوربية فوق مسرح مع النصوص المسرحية الشعرية، إنما كان وسط لمّة أو دائرة.
نجح الفنان في تبليغ فكرة «شعبي» بابتكار. ولأقل أولاً ما المقصود بالشعبي؟..
هو ما يخص الغالبية العظمى من سكان مصر، ليسوا من الصفوة ولا علية القوم، تقل نسبة التعليم فيهم. يسكنون الأحياء والضواحي الشعبية في الحضر، وفي القرى والنجوع، والمجتمعات الزراعية أو الريفية حيث تتم ممارسة طقوس شعبية معينة لها قداسة تكاد تقترب من حد القداسة الدينية. ممارسات واحتفالات وطقوس تخص فكرة الخصب والنماء، والخوف من العالم الماورائي، وطرق تجنب السحر والحسد والعين وإبعاد الشياطين.. كما هو الحال في الزار، السبوع، وما تفعله السيدات اللاتي لم يرزقهن الله الولد بعد!!
وقد عبّر الفنان عن ذلك من خلال مفردات ساكنة –لا توجد حركة فيما رأيته من أعماله- توحي بالترقب وتشيع «جو» الطقوس! حين تتكاثف الأبخرة فوق الرءوس، وتنكمش الحناجر،
وتتعلق الألسنة في أسقف الحلوق، وتتشابك الأصابع والأيدي مع بعضها انتظاراً لظهور ما أو لكشف غيبي!! وليكمل هذا النسق بأسلوب بديع، استخدم كلمات موحية من نص مقدس «القرآن الكريم» لتضيف للوحة. وأنا أعتبر «فكشفنا عنك غطاءك فبصرك اليوم حديد» الشفرة أو مفتاح العمل دون أن نخرج بها عن معناها كم ورد في القرآن الكريم.
فلدينا أنواع من الغطاء أو العمى منها ما يخص البصر ومنها ما يخص البصيرة والقلوب ومنها ما هو نابع من سواد داخلي ومنها ما تجلبه الشرور والعقارب! ولدينا أنواع من الكشف منها ما هو أسطوري ويستلزم طقوس وذبح حمامة سوداء بجناح أحمر! ومنها ما يُغنـّى، ومنها ما تستلزم قراءة «فكشفنا عنك غطاءك بصرك اليوم حديد». وفي الآخر، النتيجة المرجوة واحدة وإن لم تكن بالضرورة متحققة وهي الوعي وأن يشتد البصر ليرى ما كان خفياً عنه.
بجانب اهتمام «عبد الهادي الجزار» بمفردات الحياة الشعبية والأساطير نجد خاصية أخرى تميز أعماله وهي عبقرية الترميز واستخدام أسلوبي التجسيد والتشخيص لديه. فاختياره التعبير عن موضوعات أغلبها في غاية التجريد كما هو الحال في لوحة «الميثاق» وفي «شعر شعبي» يضعه ويضعنا أمام مأزق لذيذ كذلك الذي كنا نواجهه في بداية تركيب «البازل»! وذلك لأن طريقته في الأسلوبين –التجسيد والتشخيص- مركبة ولا تخلو من فلسفة. مما يستلزم تأني وتمعن وتفكير لفهمه ومن ثم الوصول للفكرة الكامنة وراءه. ومن هنا تم توصيف اتجاه بعض أعمال «الجزار» أنها سريالية.
السد العالي
والمطلع على أعمال الفنان سيجد أنه لا وجود للذاتية فيها كما أنها ليست منفصلة عن الحياة من حولها وإن كانت كما أسلفت لا تنقل الحياة بالكربون. ومن هنا يتضح اعتناق الفنان لفكرة جعلته ينضم إلى جماعة «الفن المعاصر» في الأربعينيات. والتي تكونت من فنانين آخرين مثل «حامد ندا»، و«حسين أمين»،
و«سمير رافع»، و«كمال يوسف». نادوا بضرورة ارتباط الفكر بالفن، واعتبار التصوير والموسيقى مثل الأدب من حيث كونه وسيلة لتبليغ رسالة ما إلى المتلقي. ومن هنا كان اتجاه «الجزار» للتعبير عن وطنه كما في «الميثاق» واللوحة العبقرية «السد العالي».. وحقيقي، هي تحفة فنية.. أقرب إلى النحت منها إلى التصوير. اللوحة تحس إنها تجسيد وتطبيق حي للمعنيين «سد» و«عالي»...!
الـ«عالي» في: اتجاه الوجه الشاخص، الرقبة العالية، الأنف الشامخ.. والـ«السد» في: الإطار أو الغلاف أو –ما يشبه الهالة- المحيط بالوجه وكأنه خوذة الفضائيين، وفي الأشكال التي تشبه الماكينات، وقوالب الخرسانة، والصلب والحديد التي كوّن منها لوحته.. وخصوصاً الرقبة، وانحناءة النحر!

## وصلات خارجية
- عبد الهادي الجزار على موقع ديسكوغز (الإنجليزية)
- نسخة محفوظة 20 يوليو 2011 على موقع واي باك مشين.

لا توجد روابط لمواقع التواصل الاجتماعي.